# Tümpling (Dornburg-Camburg)

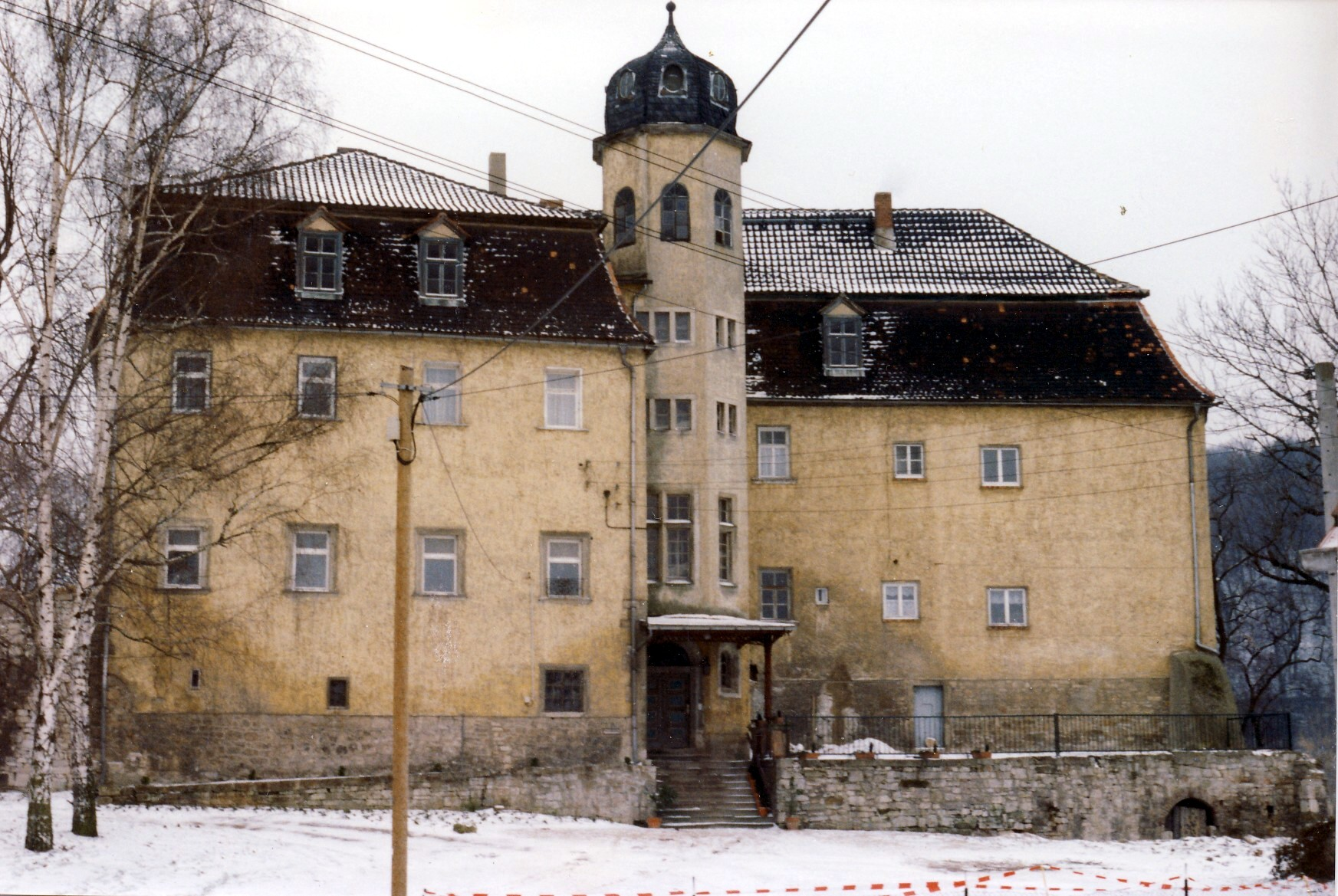
Herrenhaus, 1996

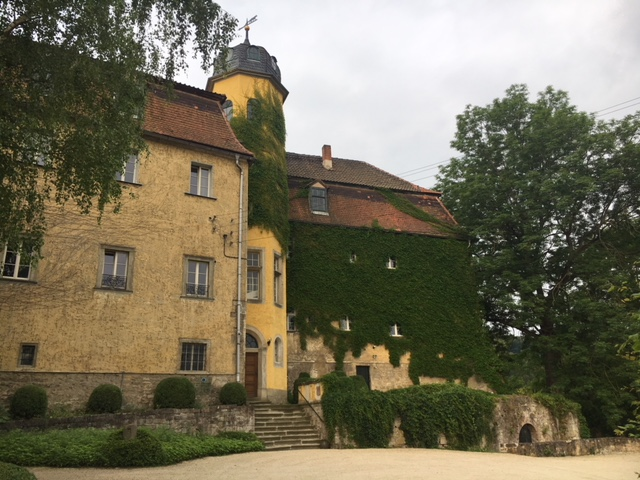
Schloss 2018

Tümpling ist ein Ortsteil der Stadt Dornburg-Camburg in Thüringen.

## Geographie
Etwa 1,5 km nördlich von Camburg liegt am rechten Ufer der Saale, am Zufluss des Schinditz-Baches, der Ort Tümpling. In der Saaleaue lagert Schwemmlandboden. An den Hängen steht Muschelkalk, der auf den höheren Plateaus von Löß überlagert ist.

## Geschichte
Der Ort wird indirekt erstmals 1337 durch das sich nach dem Ort nennende Adelsgeschlecht Geschlecht derer von Tümpling erwähnt. Die ältesten Formen mit Endung „icz“ lassen erkennen, dass es sich ursprünglich um einen slawischen Ort handelte. Das gleichnamige Schloss liegt erhöht über der Saaleaue und dem Ort, von Park und Gartenanlagen umgeben, und war verwachsen mit dem damaligen Gutshof. Mehrfache Teilungen der Familie führten dazu, dass auch im Ort selbst ein zweiter Adelssitz entstand. Erste Nachrichten von Einwohnern des Ortes erhalten wir aus den 1420er Jahren.
Tümpling gehörte spätestens seit dem 14. Jahrhundert zum wettinischen Amt Camburg, welches aufgrund mehrerer Teilungen im Lauf seines Bestehens unter der Hoheit verschiedener Ernestinischer Herzogtümer stand. 1826 kam der Ort als Teil der Exklave Camburg vom Herzogtum Sachsen-Gotha-Altenburg zum Herzogtum Sachsen-Meiningen. Von 1922 bis 1939 gehörte der Ort zur Kreisabteilung Camburg.
Der Gutshof von Tümpling wurde nach dem Zweiten Weltkrieg nach dem Beschluss der Alliierten enteignet. Es diente fortan als Betriebsstätte einer landwirtschaftlichen Produktionsgenossenschaft (LPG). 1993 erwarb ein Nachfahre das Anwesen zurück.
Kirchlich zählte Tümpling bis in die 1530er Jahre zur Pfarrei St. Petersberg, nördlich von Camburg. Diese war zur Reformation eine Filiale von Camburg. Anfang des 17. Jahrhunderts ist Tümpling direkt nach Camburg gepfarrt.

## Wirtschaft
1923 betrieb Eduard Vogt das Rittergut mit dem Rittergut Stöben. Er bewirtschaftete 250 ha. Koch war auch jahrelang Vorsitzender der Thüringer Pferdezuchtverbandes.
Der Landwirtschaftsbetrieb wurde enteignet und auf Bauern aufgeteilt. In einem kleinen Industriegebiet haben sich heute Betriebe angesiedelt.